# New York Knicks 1993-1994
La stagione 1993-94 dei New York Knicks fu la 45ª nella NBA per la franchigia.
I New York Knicks vinsero la Atlantic Division della Eastern Conference con un record di 57-25. Nei play-off vinsero il primo turno con i New Jersey Nets (3-1), la semifinale di conference con i Chicago Bulls (4-3), la finale di conference con gli Indiana Pacers (4-3), perdendo poi la finale NBA con gli Houston Rockets (4-3).

## Eastern Conference
| Squadra            | V  | P  | %    | GB |
| ------------------ | -- | -- | ---- | -- |
| N.Y. Knicks        | 57 | 25 | 69,5 | -  |
| Orlando Magic      | 50 | 32 | 61   | 7  |
| N.J. Nets          | 45 | 37 | 54,9 | 12 |
| Miami Heat         | 42 | 40 | 51,2 | 15 |
| Boston Celtics     | 32 | 50 | 39   | 25 |
| Philadelphia 76ers | 25 | 57 | 30,5 | 32 |
| Washington Bullets | 24 | 58 | 29,3 | 33 |

## Roster
| \| Pos. \| Num. \| Naz. \| Nome \| Altezza \| Peso \| Data nascita \| Provenienza \| \| ---- \| ---- \| ---- \| ----------------- \| ------- \| ------ \| ------------ \| ---------------- \| \| A \| 42 \| \| Anderson, Eric \| 206 cm \| 100 kg \| 26-05-1970 \| Indiana \| \| G \| 50 \| \| Anthony, Greg \| 183 cm \| 80 kg \| 15-11-1967 \| UNLV \| \| G \| 20 \| \| Blackman, Rolando \| 198 cm \| 86 kg \| 26-02-1959 \| Kansas State \| \| A \| 4 \| \| Bonner, Anthony \| 203 cm \| 98 kg \| 08-06-1968 \| Saint Louis \| \| G/AP \| 9 \| \| Campbell, Tony \| 201 cm \| 98 kg \| 07-05-1962 \| Ohio State \| \| G \| 44 \| \| Davis, Hubert \| 196 cm \| 83 kg \| 17-05-1970 \| North Carolina \| \| C \| 33 \| \| Ewing, Patrick \| 213 cm \| 109 kg \| 05-08-1962 \| Georgetown \| \| G \| 7 \| \| Gaines, Corey \| 191 cm \| 88 kg \| 01-06-1965 \| Loyola Marymount \| \| G \| 11 \| \| Harper, Derek \| 193 cm \| 84 kg \| 13-10-1961 \| Illinois \| \| A \| 14 \| \| Mason, Anthony \| 201 cm \| 113 kg \| 14-12-1966 \| Tennessee State \| \| A/C \| 34 \| \| Oakley, Charles \| 203 cm \| 102 kg \| 18-12-1963 \| Virginia Union \| \| G/AP \| 35 \| \| Paddio, Gerald \| 201 cm \| 93 kg \| 21-04-1965 \| UNLV \| \| G \| 25 \| \| Rivers, Doc \| 193 cm \| 84 kg \| 13-10-1961 \| Marquette \| \| A/C \| 54 \| \| Smith, Charles D. \| 208 cm \| 104 kg \| 16-07-1965 \| Pittsburgh \| \| G \| 3 \| \| Starks, John \| 191 cm \| 82 kg \| 10-08-1965 \| Oklahoma State \| \| A/C \| 32 \| \| Williams, Herb \| 208 cm \| 110 kg \| 16-02-1958 \| Ohio State \| | Allenatore - Pat Riley Assistente/i - Dick Harter (Vice-allenatore) - Jeff Van Gundy (Vice-allenatore) - Jeff Nix (Vice-allenatore) - Bob Salmi (Vice-allenatore) - Mike Saunders (Preparatore atletico) - Tim Walsh (Preparatore atletico) Legenda - (C) Capitano - (FA) Free agent - (S) Sospeso - (TW) Contratto Two-way - (GL) Assegnato a squadra G League affiliata - Infortunato Roster • Transazioni · Ultima transazione: 30 giugno 1994 |                        |                   |         |        |              |                  |
| Pos. | Num. | Naz.                   | Nome              | Altezza | Peso   | Data nascita | Provenienza      |
| A | 42 | Stati Uniti (bandiera) | Anderson, Eric    | 206 cm  | 100 kg | 26-05-1970   | Indiana          |
| G | 50 | Stati Uniti (bandiera) | Anthony, Greg     | 183 cm  | 80 kg  | 15-11-1967   | UNLV             |
| G | 20 | Stati Uniti (bandiera) | Blackman, Rolando | 198 cm  | 86 kg  | 26-02-1959   | Kansas State     |
| A | 4 | Stati Uniti (bandiera) | Bonner, Anthony   | 203 cm  | 98 kg  | 08-06-1968   | Saint Louis      |
| G/AP | 9 | Stati Uniti (bandiera) | Campbell, Tony    | 201 cm  | 98 kg  | 07-05-1962   | Ohio State       |
| G | 44 | Stati Uniti (bandiera) | Davis, Hubert     | 196 cm  | 83 kg  | 17-05-1970   | North Carolina   |
| C | 33 | Stati Uniti (bandiera) | Ewing, Patrick    | 213 cm  | 109 kg | 05-08-1962   | Georgetown       |
| G | 7 | Stati Uniti (bandiera) | Gaines, Corey     | 191 cm  | 88 kg  | 01-06-1965   | Loyola Marymount |
| G | 11 | Stati Uniti (bandiera) | Harper, Derek     | 193 cm  | 84 kg  | 13-10-1961   | Illinois         |
| A | 14 | Stati Uniti (bandiera) | Mason, Anthony    | 201 cm  | 113 kg | 14-12-1966   | Tennessee State  |
| A/C | 34 | Stati Uniti (bandiera) | Oakley, Charles   | 203 cm  | 102 kg | 18-12-1963   | Virginia Union   |
| G/AP | 35 | Stati Uniti (bandiera) | Paddio, Gerald    | 201 cm  | 93 kg  | 21-04-1965   | UNLV             |
| G | 25 | Stati Uniti (bandiera) | Rivers, Doc       | 193 cm  | 84 kg  | 13-10-1961   | Marquette        |
| A/C | 54 | Stati Uniti (bandiera) | Smith, Charles D. | 208 cm  | 104 kg | 16-07-1965   | Pittsburgh       |
| G | 3 | Stati Uniti (bandiera) | Starks, John      | 191 cm  | 82 kg  | 10-08-1965   | Oklahoma State   |
| A/C | 32 | Stati Uniti (bandiera) | Williams, Herb    | 208 cm  | 110 kg | 16-02-1958   | Ohio State       |